# 2010年飓风弗兰克
飓风弗兰克（英語：Hurricane Frank）是2010年太平洋飓风季的最后一场飓风，该季一共只形成三场飓风，是有纪录以来最少的一年。风暴源自加勒比海的雷暴区，于8月21日在墨西哥以南近海成为第九号热带低气压。气旋向西北方向移动，成为热带低气压仅12小时后就升级成热带风暴并获名“弗兰克”。系统达到的第一波强度高峰属中等强度热带风暴，然后在8月23日晚因风切变增多而减弱。气旋之后再度增强，于8月25日达到飓风标准。弗兰克的最高强度接近一级飓风标准上限，之后迅速减弱，于8月28日消散。虽然这场风暴自始至终没有登陆，但依然对墨西哥西部构成影响，受灾人数超过80万，共有六人丧生。

## 气象历史
弗兰克的源头可以追溯到离开非洲西海岸进入大西洋的东风波。向风群岛附近形成大规模雷暴区，东风波经过加勒比海并发展出中层环流，大气对流也随之波动。天气系统穿越中美洲，降水和雷暴活动增多，于8月19日在墨西哥以南约185公里海域形成大范围低气压区。系统所在海域环境有利，美国国家飓风中心因此预计系统会逐渐发展。8月21日，对流的组织已有改善，还发展出弧形雨带。协调世界时8月21日下午18点，气象机构开始针对位于瓦哈卡州萨利纳克鲁斯（Salina Cruz）东南方向约330公里洋面的第九号热带低气压发布公告。
成为热带气旋后，风暴所在海域环境有利于热带天气系统发展，不但水温接近30°C，而且风切变也较弱。美国国家飓风中心因此预测气旋强度可以达到飓风下限。受弱转向气流影响，气旋向西飘移，其组织结构起初变化甚微，但云层格局还是在8月22日改善，气象机构估计热带低气压于8月22日升级成热带风暴弗兰克。虽然深层对流已经减弱，但气象部门经重新评估认为风暴当晚的持续风速为每小时95公里。受强烈的东北向风切变影响，弗兰克在次日略有减弱，到了8月24日清晨，美国国家飓风中心已经不再认为风暴会达到飓风标准。虽然受到风切变影响，但气旋当晚依然出现深层对流爆发，组织结构也渐趋改善。上午8点34分和下午17点14分的微波图像表明风暴中有对流组成类似风眼的闭合环路，到8月25日清晨，弗兰克的风速已接近飓风下限。
接下来的六小时里，风暴结构大幅改善，中心附近有非常强烈的大范围深层对流聚集，气象机构据此把弗兰克升级成飓风。气旋还在逐渐强化，红外成像上的风眼时隐时现，微波图像上的风眼一直清晰可见。下午18点，弗兰克在下加利福尼亚半岛最南端以南约560公里海域达到风力时速150公里，最低气压978毫巴（百帕，28.88英寸汞柱）的最高强度。此时的卫星图像显示风暴中心的风眼非常清晰，由中心密集云区层层环绕。飓风朝西北偏西前进，于当晚开始减弱，风眼清晰度略有降低。气旋继续减弱，结构渐趋混乱，风眼也随之坍塌。8月27日，美国国家飓风中心把弗兰克降级成热带风暴，杂乱无章的对流在强烈风切变影响下位于中心以西，该机构因此预计风暴会在36小时内弱化成热带低气压。由于水温降低，气旋的所有雷暴活动急剧消散，风暴消退成云层漩涡，并在中层低压槽影响下转向北上。8月28日清晨减弱成热带低气压后，弗兰克在下加利福尼亚州最南端的西南方向约370公里洋面退化成残留低气压区，最终于8月29日清晨消散。

## 防灾措施、影响和善后

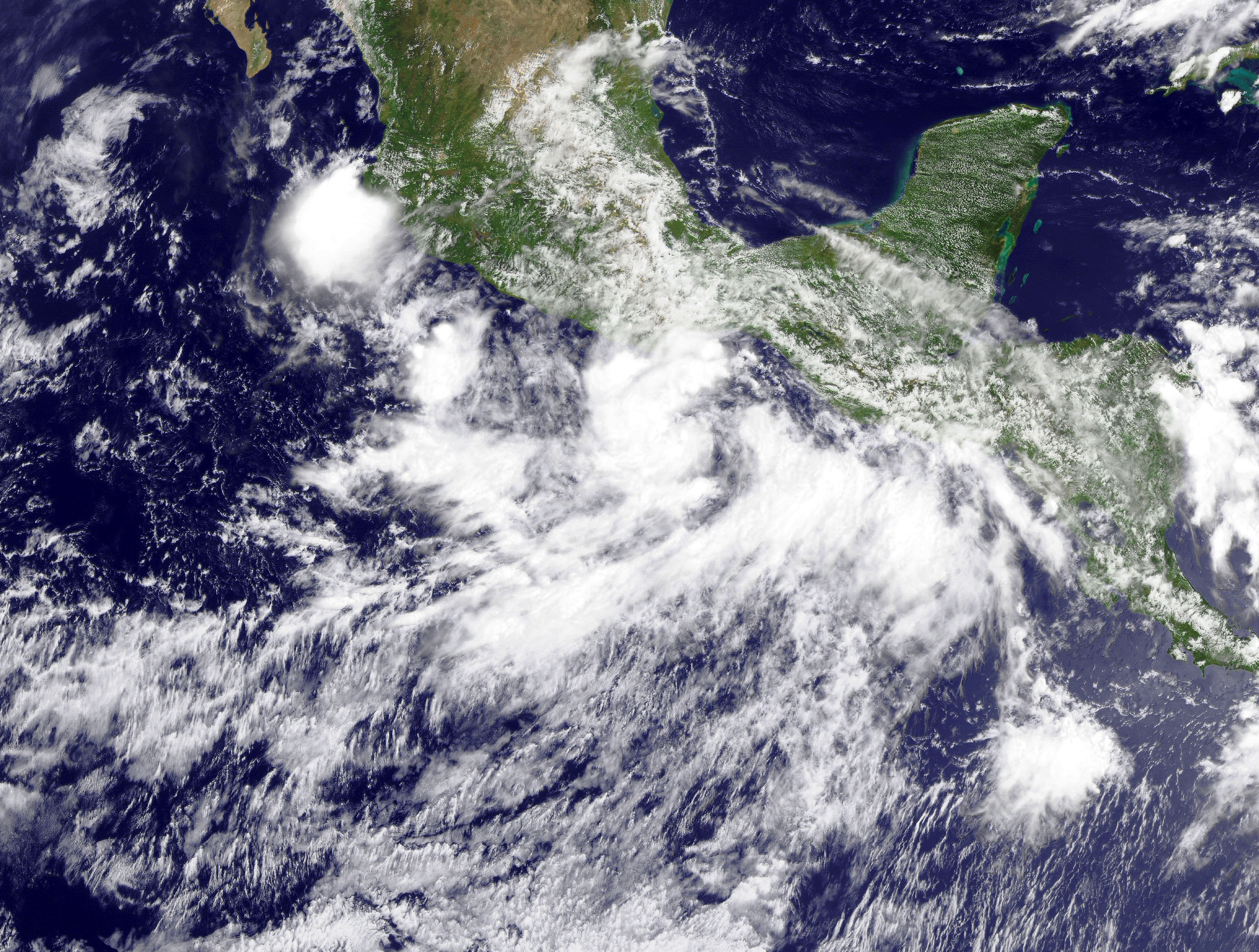
8月22日，热带风暴弗兰克在墨西哥近海增强。

弗兰克自始至终没有登陆，但曾非常靠近墨西哥西部沿海地区，风暴发展期间，该国政府向部分沿海地区发布热带风暴观察预警。8月22日下午18点，气象机构发布热带风暴警告。8月24日气旋远离海岸后，上述预警和警告中止生效。美国国家飓风中心指出，墨西哥地势较高的地区降雨量可能达到250毫米，引发危及生命的山洪和泥石流。经过评估，政府部门认为弗兰克很可能会对墨西哥太平洋沿岸地区构成重大破坏，也有较大可能重创南下加利福尼亚州。格雷罗州、米却肯州和哈利斯科州都因可能出现倾盆大雨发布警报。气象学家还称风暴可能影响锡那罗亚州，其中以大浪的威胁为主。
瓦哈卡州的米格尔·德拉马德里（Miguel de la Madrid）24小时降雨量达360毫米，比其他地点都高。此外，另有多地在24小时内降下上百毫米雨量。风暴还在墨西哥沿海地区产生强烈阵风，报导表明共有六人丧生。受洪灾影响，墨西哥有30套民房被毁，另外26套受损。山体滑坡致使两条主干线受损，另一条阻塞。多条河流泛滥成灾，导致七个市镇中的171个农村社区被淹。塔巴斯科州有超过80万人受灾，比亚埃尔莫萨爆发2007年后最严重的洪灾，约有8500人受灾。为避免局势恶化，当地居民把沙袋堆积起来阻挡洪水。瓦哈卡州有四人遇难，其中两人死于山体滑坡，182号联邦公路上有六辆车因山体滑坡冲下路面，又导致两人丧生。共有六万人无家可归，暴雨导致许多桥梁和道路被毁，许多社区同外界的交通中断。
风暴过去后，墨西哥陆军向灾民提供协助。共有110个社区请求政府援助。截至9月14日，送抵灾区派发的食品包裹估计已有20万个。修复飓风弗兰克造成破坏的成本共计为一亿墨西哥比索（2010年墨西哥比索，相当于同年的830万美元）。